# Kirnburg
El castillo Kirnburg es la ruina de un castillo por encima del barrio Bleichheim de Herbolzheim en el distrito de Emmendingen en Baden-Wurtemberg, Alemania.